# The Hero
The Hero er en amerikansk stumfilm fra 1917 af Arvid E. Gillstrom.

## Medvirkende
- Billy West
- Oliver Hardy som Bon Ami
- Ethel Marie Burton
- Leo White
- Bud Ross